# District de Reims
Ne doit pas être confondu avec le district de Reims créé en 1964, prédécesseur de Reims Métropole.
Le district de Reims est une ancienne division territoriale française du département de la Marne de 1790 à 1795.
Il était composé des cantons de Reims, Auberive, Beaumont, Bourgogne, Chaumery, Cormicy, Faverolles, Fismes, Gueux, Rilly, Saint Brice, Saint Thierry, Verzy, Ville en Tardenois et Vuitry.

## Galerie

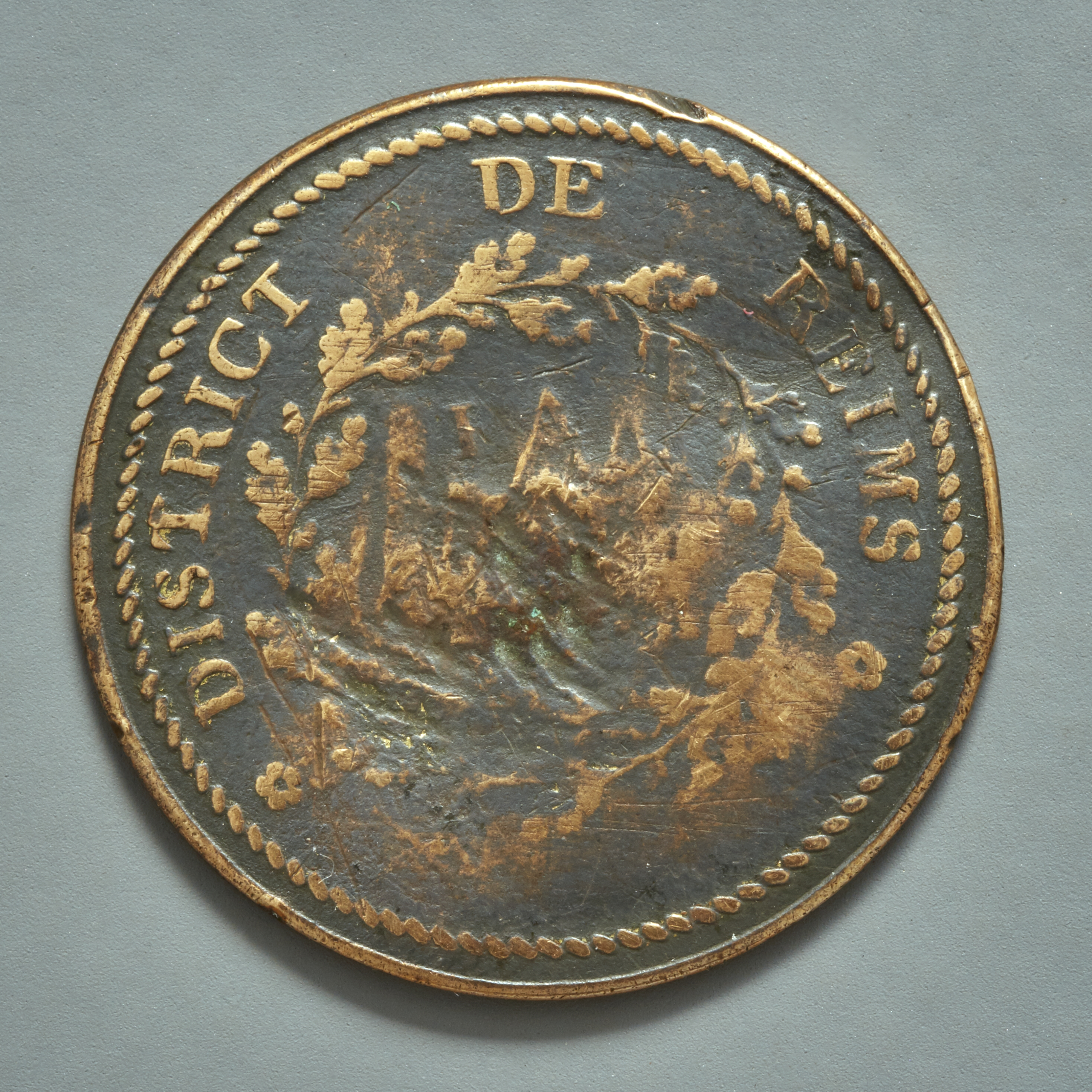
Bouton (musée Carnavalet)
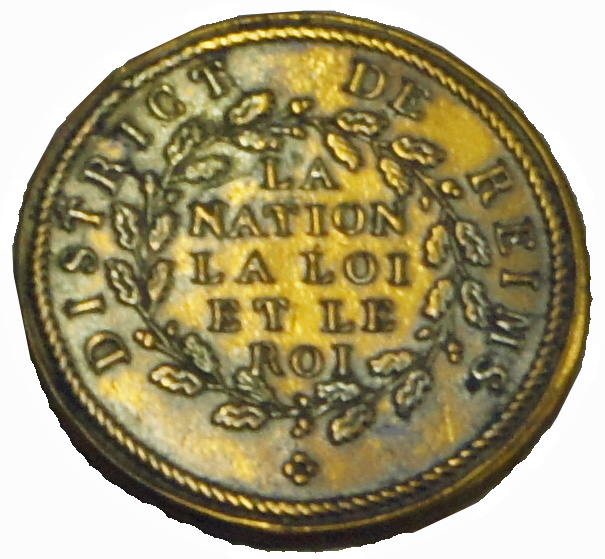
Bouton